# Episodi di Miraculous - Le storie di Ladybug e Chat Noir (quinta stagione)
La quinta stagione della serie animata Miraculous - Le storie di Ladybug e Chat Noir, composta da 27 episodi, è stata trasmessa in prima visione mondiale dal 13 giugno 2022 al 10 settembre 2023 tra Brasile, Canada, Svizzera e Francia. In Francia è andata in onda sull'emittente televisiva TF1 dal 24 ottobre 2022 al 1º novembre 2023. In Italia è stata pubblicata sul servizio streaming on demand Disney+ dal 14 dicembre 2022 al 17 gennaio 2024.
Gli episodi sono diretti da: Thomas Astruc, Jun Violet, Wilfred Pain, Cyril Adam e Nicolas Hess.
| n. | Titolo originale                                 | Titolo italiano                           | Prima TV mondiale                       | Prima TV Francia                 | Prima TV Italia                | Cod. prod. |
| -- | ------------------------------------------------ | ----------------------------------------- | --------------------------------------- | -------------------------------- | ------------------------------ | ---------- |
| 1  | Évolution                                        | Evoluzione                                | 13 giugno 2022 (Brasile su Gloob)       | 17 ottobre 2022 (su MYTF1 MAX)   | 14 dicembre 2022               | 501        |
| 2  | Multiplication                                   | Moltiplicazione                           | 20 giugno 2022 (Brasile su Gloob)       | 25 ottobre 2022                  | 14 dicembre 2022               | 502        |
| 3  | Destruction                                      | Distruzione                               | 17 ottobre 2022 (Brasile su Gloob)      | 26 ottobre 2022                  | 14 dicembre 2022               | 503        |
| 4  | Jubilation                                       | Giubilo                                   | 24 ottobre 2022 (Brasile su Gloob)      | 27 ottobre 2022                  | 14 dicembre 2022               | 504        |
| 5  | Détermination                                    | Determinazione                            | 28 ottobre 2022 (su TF1)                | 28 ottobre 2022 (su TF1)         | 22 febbraio 2023               | 506        |
| 6  | Passion                                          | Passione                                  | 31 ottobre 2022 (su TF1)                | 31 ottobre 2022 (su TF1)         | 22 febbraio 2023               | 507        |
| 7  | Réunion                                          | Riunione                                  | 1º novembre 2022 (su TF1)               | 1º novembre 2022 (su TF1)        | 22 febbraio 2023               | 508        |
| 8  | Illusion                                         | Illusione                                 | 2 novembre 2022 (su TF1)                | 2 novembre 2022 (su TF1)         | 22 febbraio 2023               | 505        |
| 9  | Exaltation                                       | Esaltazione                               | 3 novembre 2022 (su TF1)                | 3 novembre 2022 (su TF1)         | 22 febbraio 2023               | 509        |
| 10 | Perfection                                       | Perfezione                                | 21 novembre 2022 (Brasile su Gloob)     | 9 aprile 2023                    | 28 giugno 2023                 | 512        |
| 11 | Émotion                                          | Emozione                                  | 21 novembre 2022 (Brasile su Gloob)     | 14 maggio 2023                   | 4 ottobre 2023                 | 518        |
| 12 | Protection                                       | Protezione                                | 28 novembre 2022 (Brasile su Gloob)     | 30 aprile 2023                   | 28 giugno 2023                 | 516        |
| 13 | Transmission (Le choix des Kwamis - 1ère partie) | Passaggio di consegne                     | 12 dicembre 2022 (Brasile su Gloob)     | 2 aprile 2023                    | 28 giugno 2023                 | 510        |
| 14 | Prétention                                       | Cuore di pietra                           | 30 dicembre 2022 (Brasile su Gloob)     | 23 ottobre 2023                  | 4 ottobre 2023                 | 519        |
| 15 | Révélation                                       | Rivelazione                               | 30 dicembre 2022 (Brasile su Gloob)     | 24 ottobre 2023                  | 4 ottobre 2023                 | 520        |
| 16 | Déflagration (Le choix des Kwamis - 2ème partie) | Deflagrazione                             | 10 febbraio 2023 (Brasile su Globoplay) | 2 aprile 2023                    | 28 giugno 2023                 | 511        |
| 17 | Adoration                                        | Adorazione                                | 28 marzo 2023 (Brasile su Globoplay)    | 7 maggio 2023                    | 4 ottobre 2023                 | 517        |
| 18 | Migration                                        | Migrazione                                | 13 aprile 2023 (Brasile su Gloob)       | 16 aprile 2023                   | 28 giugno 2023                 | 513        |
| 19 | Dérision                                         | Derisione                                 | 14 aprile 2023 (Brasile su Gloob)       | 16 aprile 2023                   | 28 giugno 2023                 | 514        |
| 20 | Intuition                                        | Intuizione                                | 23 aprile 2023 (su TF1)                 | 23 aprile 2023 (su TF1)          | 28 giugno 2023                 | 515        |
| 21 | Confrontation                                    | Confronto                                 | 27 maggio 2023 (Svizzera su RTS Un)     | 25 ottobre 2023                  | 4 ottobre 2023                 | 521        |
| 22 | Collusion                                        | Cospirazione                              | 27 maggio 2023 (Svizzera su RTS Un)     | 26 ottobre 2023                  | 17 gennaio 2024                | 522        |
| 23 | Représentation                                   | Rappresentazione                          | 10 giugno 2023 (Québec su Télé-Québec)  | 31 ottobre 2023                  | 17 gennaio 2024                | 524        |
| 24 | Révolution                                       | Rivoluzione                               | 17 giugno 2023 (Svizzera su RTS Un)     | 27 ottobre 2023                  | 17 gennaio 2024                | 523        |
| 25 | Conformation (Le dernier jour - 1ère partie)     | Conformazione (L'ultimo giorno - parte 1) | 1º luglio 2023 (Svizzera su RTS Un)     | 1º novembre 2023                 | 17 gennaio 2024                | 525        |
| 26 | Re-création (Le dernier jour - 2ème partie)      | L'ultimo giorno                           | 1º luglio 2023 (Svizzera su RTS Un)     | 1º novembre 2023                 | 17 gennaio 2024                | 526        |
| 27 | Action                                           | Azione                                    | 10 settembre 2023 (su MYTF1 MAX)        | 10 settembre 2023 (su MYTF1 MAX) | 17 settembre 2023 (su YouTube) | 527        |

## Evoluzione
- Titolo originale: Évolution
- Scritto da: Thomas Astruc, Mélanie Duval, Fred Lenoir e Sébastien Thibaudeau
- Storyboard: Joan Gouviac

### Trama
Dopo essersi impadronito di tutti i Miraculous che Ladybug custodiva, Gabriel, ora ribattezzatosi "Monarch", usa il potere del Miraculous del Coniglio per impossessarsi dei Miraculous di Ladybug e Chat Noir nel passato quando erano più vulnerabili. Bunnix ritorna per aiutare gli eroi a fermarlo, ma nella lotta viene paralizzata da Monarch. Chat Noir prende il suo Miraculous e sotto il consiglio di Ladybug, lo fonde con esso per diventare "Rabbit Noir", i due inseguono Monarch attraverso lo spazio-tempo. Quest'ultimo crolla a causa dell'utilizzo di troppi Miraculous, ed è costretto a tornare da Nathalie per riprendere energie. Gli eroi prendono in prestito dal maestro Fu del passato il Miraculous del Cane per darlo alla Alix del presente, che si trasforma in Canigirl. Suo padre rivela anche di aver sempre saputo il destino della figlia grazie alle informazioni ricevute dalla lei stessa futura. Su consiglio di Nathalie, Monarch cerca fare in modo che il Miraculous del Pavone venga riparato prima che Émilie e poi Nathalie lo usassero, ma cade in una trappola tesa da Ladybug. Alix recupera il Miraculous del Coniglio diventando Bunny Dog; dopo aver restituito il Miraculous del Cane al maestro Fu dell'epoca, viene incaricata da Ladybug di proteggere il Miraculous del Coniglio all'interno della Tana, ma questo significa che non potrà tornare a casa finché Monarch è ancora attivo. Gabriel, riuscito a fuggire, racconta a Nathalie dell'accaduto, ma quest'ultima lo rimprovera per aver anteposto la sua ossessione su Ladybug e Chat Noir alla possibilità invece di salvare lei e Émilie, dichiarando infine che non lo avrebbe più aiutato.
- Nota: l'edizione italiana presenta degli errori di doppiaggio nel quale il nome "Papillon" viene tradotto spesso in "Falena Oscura", l'alias utilizzato da lui nella scorsa stagione, in contesti nel quale però non lo usava ancora.

## Moltiplicazione
- Titolo originale: Multiplication
- Scritto da: Thomas Astruc, Mélanie Duval, Fred Lenoir e Sébastien Thibaudeau
- Storyboard: Jérémy Paoletti

### Trama
Ladybug e Chat Noir cercano di rintracciare Félix a Londra, ma senza successo; intanto il maestro Su-Han torna in Tibet per chiedere rinforzi. A scuola, Alim spiega ai compagni di classe della figlia che Alix è diventata una supereroina che viaggia nel tempo per proteggere i Miraculous e che non tornerà a scuola finché Monarch non sarà sconfitto. Adrien, motivato dalle parole di Marinette, dice a suo padre che non vuole più fare il modello, e con sorpresa Gabriel accetta senza problemi. I giorni passano e nessun cattivo si presenta, facendo pensare ai cittadini che Monarch si sia arreso. Un giorno Tomoe Tsurugi viene riakumizzata in Ikari Gozen con il potere della Moltiplicazione del Miraculous del Topo, che permette a lei e i suoi cloni di devastare Parigi. Ladybug e Chat Noir la sconfiggono, però non le trovano addosso il Miraculous del Topo e si scopre che Tomoe Tsurugi è diventata complice di Gabriel: quest'ultimo ha costruito anelli tecnologici chiamati "Alliance" che Tomoe ha testato come prototipo; questi oltre alla comunicazione servono anche per dare, all'insaputa dei portatori, i poteri dei Miraculous quando vengono akumizzati. Gli anelli vengono messi in commercio. Nel frattempo, a Londra, si scopre che Amélie ha nascosto suo figlio, quando Cosmobug e Astro Cat erano andati da lei, poco dopo Félix fa la conoscenza di Duusu.

## Distruzione
- Titolo originale: Destruction
- Scritto da: Thomas Astruc, Mélanie Duval, Fred Lenoir e Sébastien Thibaudeau
- Storyboard: Sylvie Tang

### Trama
Subito dopo che gli eroi hanno fallito nel scoprire dove si trovasse Félix, Gabriel arrabbiato per aver perso il Miraculous del Coniglio, cerca di costringere Orikko a dargli l'abilità di viaggiare nel tempo, ma il Kwami non può dare i poteri che appartengono ad altri Kwami. Cerca allora di farsi rivelare l'identità di Ladybug, ma i Kwami non possono farlo a causa del vincolo magico, dato che Ladybug non ha rinunciato a loro; li costringe quindi a portarlo dove vive e lo conducono nella stanza di Marinette, che gli dà una chiave. Questa, contenente un messaggio, lo porta in una specie di caccia al tesoro attraverso Parigi, che lo conduce prima alla pista di pattinaggio e poi al Museo Grévin, dove scopre che era una trappola organizzata da Ladybug e Chat Noir. Viene così legato da un Lucky Charm a forma di un tubo di plastica ma si rifiuta di arrendersi: prima di essere scoperto, Monarch si fa colpire il braccio sinistro con il Cataclisma di Chat Noir per poi fuggire con il teletrasporto trascinandosi il Lucky Charm di Ladybug, lasciandolo con il braccio danneggiato, che ora Ladybug non può curare. Più tardi Marinette racconta ad Alya che aveva programmato la trappola pochi giorni dopo che era diventata la guardiana, in caso uno dei Kwami fosse stato catturato da Monarch. Gabriel intrappola i Kwami in gabbie speciali e plasma i loro Miraculous in speciali anelli Alliance con la collaborazione di Tomoe.
- Nota: come in Evoluzione, l'edizione italiana presenta un errore di doppiaggio nel quale il nome "Papillon" viene cambiato in "Falena Oscura" in un flashback ambientato quando era conosciuto ancora con il suo vecchio nome.

## Giubilo
- Titolo originale: Jubilation
- Scritto da: Thomas Astruc, Mélanie Duval, Fred Lenoir e Sébastien Thibaudeau
- Storyboard: Joseph Herbelin

### Trama
Marinette scopre che una sua ex compagna di scuola, Socqueline, sta eseguendo atti eroici travestita da Ladybug: fra questi "salvataggi" vi è anche Denis Damoclès, che continua a cacciarsi nei guai cercando di essere un eroe nelle vesti del "Gufo". Marinette cerca indirettamente di fare desistere l'amica dal continuare a fingersi Ladybug perché il lavoro di un supereroe è pericoloso: con ciò offende senza volerlo il signor Damoclès. Nel mentre Marinette prende in prestito l'anello Alliance di Socqueline e lo indossa mentre compie una missione per calmare dei T-Rex volanti. Gabriel viene avvisato del numero insolito di km registrati dall'anello, facendogli pensare che Socqueline sia Ladybug. Perciò akumizza il signor Damoclès in Gufo Nero, una variante di Gufo Oscuro, con il potere del Giubilo del Miraculous del Maiale e attacca Socqueline ma lui e Monarch scoprono che non è la vera Ladybug. Arrivata la vera Ladybug con Chat Noir, Gufo Nero li attacca con il potere del Dono e ipnotizza gli eroi che sognano felici di essere sposati e di creare una famiglia assieme, ma prima di essere colpiti, Ladybug con il suo Lucky Charm, che aveva usato poco prima, crea una sveglia che continua a suonare per tutto il sogno e così i due eroi ne escono e sconfiggono Gufo Nero, sebbene entrambi siano rattristati da quanto realistica sembrasse l'illusione. Poco dopo Ladybug va da Socqueline e la avverte di smettere di fingersi lei, perché potrebbe finire in pericolo. Al ritorno a casa, Marinette riceve da sua madre l'anello dell'Alliance, ma lo rifiuta e lo cede a Sabine avendo capito che indossarlo rischierebbe di compromettere la sua identità da supereroe. Ladybug e Chat Noir si incontrano domandandosi come Monarch abbia trasmesso il potere del Giubilo a Gufo Nero e pensano anche che Monarch abbia alterato il potere del Miraculous del Maiale, credendo che quello che hanno visto sia stato un sogno finto, anche se non sono molto convinti.

## Illusione
- Titolo originale: Illusion
- Scritto da: Thomas Astruc, Mélanie Duval, Fred Lenoir e Sébastien Thibaudeau
- Storyboard: Julie Robert

### Trama
Nino, per aiutare Ladybug e Chat Noir nello scoprire come Monarch conferisce ai suoi cattivi akumizzati i poteri dei Miraculous, forma una "resistenza" coinvolgendo Adrien, Marinette e Alya; Nino intende filmare un'akumizzazione umiliando Gabriel a una riunione di genitori-insegnanti. Lila, dopo aver origliato la conversazione di Nino, parla del piano a Gabriel: lui decide di fingersi arrabbiato per creare, con il potere della Volpe, un'illusione della sua riakumizzazione nel Collezionista e conferisce alla sua copia il potere del Teletrasporto del Miraculous del Cavallo. Adrien sotto l'ordine di Nino filma con successo il finto Gabriel, ignaro che non ritrae il vero processo di applicazione dei poteri dei Miraculous, Monarch entra in azione usando i poteri dell'Ape, del Topo, del Cavallo e del Gallo, per prendere i Miraculous a Ladybug e Chat Noir, usando quest'ultimo per diventare invisibile ma Ladybug lo scopre e usa il Lucky Charm che era del formaggio grattugiato per farlo seguire dai topi; subito dopo l'illusione del Collezionista si deakumizza e sparisce, poi Gabriel si ritrasforma per farsi vedere sano e salvo. Alla fine Nino, fa vedere il filmato a Ladybug e Chat Noir, e accetta Gabriel e i compagni di classe inclusa Lila come membri onorari della loro resistenza, non conoscendo le vere intenzioni di Gabriel e Lila. Nel frattempo Gabriel riferisce a Tomoe Tsurugi di avere dato false informazioni a Ladybug e Chat Noir, che non immaginano il collegamento tra lui e gli anelli Alliance.

## Determinazione
- Titolo originale: Détermination
- Scritto da: Thomas Astruc, Mélanie Duval, Fred Lenoir e Sébastien Thibaudeau
- Storyboard: Joan Gouviac

### Trama
Luka e Katami notano che Adrien e Marinette sono ancora incerti sui loro sentimenti, quindi li accompagnano a un appuntamento al Museo Grévin. Marinette e Adrien si comportano in modo goffo l'una verso l'altro, e per sistemare le cose Katami e Luka decidono di chiuderli nella stanza degli eroi. Nel frattempo, la direttrice del museo, Véronique, tenta di svelare le statue dei supereroi dei Miraculous, ma il sindaco Bourgeois si oppone affermando che quella sala farebbe solo ricordare ai cittadini che Monarch ha in pugno la città, minacciando di chiudere il museo per cadenze igieniche: in realtà lo sta facendo su ordine di Chloé, dato che non hanno messo la statua di Queen Bee, e che Monarch non avrebbe vinto se Ladybug non avesse tolto a Chloé il ruolo di supereroina. Véronique viene akumizzata in Manipula, che può dare vita alle statue degli eroi posando su di essi dei volantini, in grado di usare i poteri originali, ed è immune agli attacchi grazie al potere della Determinazione del Miraculous del Bue. I due eroi capiscono che i vari pezzi della Megakuma sono dentro i volantini che animano le statue, dopo aver recuperato tutti i volantini Manipula viene deakumizzata e Ladybug dona un Magical Charm a Véronique e chiede al sindaco di lasciare aperta la sala delle statue dei supereroi per dare alle persone la speranza sulla sconfitta di Monarch e il sindaco accetta con riluttanza di Chloè. Adrien ammette a Katami di essersi innamorato di Marinette ma quest'ultima invece ha capito di essersi innamorata di Chat Noir e per questo scoppia in lacrime.

## Passione
- Titolo originale: Passion
- Scritto da: Thomas Astruc, Mélanie Duval, Fred Lenoir e Sébastien Thibaudeau
- Storyboard: Joseph Herbelin

### Trama
Adrien decide di avvicinarsi a Marinette mentre lei invece esulta per quanto sia fantastico Chat Noir. Nel frattempo, Nathalie è sconvolta dal desiderio di Gabriel di ottenere per sé i Miraculous della Coccinella e del Gatto Nero e che lui stia morendo lentamente per via della ferita causatagli dal Cataclisma. Continua ad aiutarlo a far svegliare Émilie dal coma magico, ma vedendo Gabriel nella follia egoistica, decide di prendere in mano la situazione e di reclamare i Miraculous per sé solo per fermare la sua ossessione. Chiede di essere akumizzata in Safari, una cacciatrice che non può mai mancare di catturare il suo obiettivo, usando il potere della Passione del Miraculous della Capra, crea un forziere con delle armi: una frusta e una balestra che può sparare delle munizioni con i poteri dei Miraculous: del Drago, della Tigre, della Volpe, dell'Ape e del Maiale. Safari crea un'illusione di Timetagger, per far uscire Ladybug e Chat Noir per individuarli con il suo potere, durante il combattimento Ladybug, distratta dai suoi sentimenti, viene colpita dal potere del Veleno dell'Ape. Per evitare di essere presi da Safari, avendo capito che i suoi obbiettivi sono Ladybug e Chat Noir, ad Adrien viene l'idea di scambiarsi i Miraculous, in un primo momento lui suggerisce a Marinette di usare i poteri dei loro Miraculous per esaudire un desiderio ma lei lo fa desistere avvertendolo del prezzo da pagare. Poi i due diventano di nuovo Lady Noire e Mister Bug e dopo diversi tentativi sconfiggono Safari distruggendo il manichino che conteneva il completo di Nathalie. Alla fine della giornata Marinette racconta a Alya quanto sia stato fantastico Mister Bug mentre Adrien passa un po' di tempo insieme a Nathalie, chiedendogli consigli su come conquistare il suo amore e anche se non può fare molto lui ci sarà sempre per lei.

## Riunione
- Titolo originale: Réunion
- Scritto da: Thomas Astruc, Mélanie Duval, Fred Lenoir e Sébastien Thibaudeau
- Storyboard: Sylvie Tang

### Trama
Marinette e Alya vanno al Louvre per scoprire dei segreti sui Miraculous, e quando Marinette fa cadere per sbaglio un quadro scopre che c'è una lettera inviata da Alix, e Alim invita gli amici della figlia per ascoltare le sue lettere dei suoi viaggi nel tempo. Jalil si arrabbia con il padre perché ha lasciato che Alix se ne andasse e che Ladybug l'abbia manipolata, ed è convinto a causa dei social che Monarch sia il buono, quindi decide di farsi akumizzare da lui. Intanto Tikki confida a Marinette che usando il Kwagatama, può vedere tutti gli antenati dei portatori del Miraculous della Coccinella; decide di chiamare Scarlet Fate ovvero Giovanna d'Arco, a cui chiede aiuto per i suoi problemi amorosi, ma lei non vuole rispondere. Intanto Jalil viene riakumizzato in Faraone con il potere del Miraculous della Tartaruga che protegge il Libro della Verità, ovvero l'oggetto akumizzato: poi crea una gigantesca piramide su Parigi e blocca le uscite del Louvre e poi obbliga gli eroi a rispondere a delle domande della Dea Maat a tempo sulla storia. Quando arrivano all’ultima stanza, Ladybug e Chat Noir non riescono a rispondere all'ultima domanda sul futuro ossia che tempo farà tra duecento anni, quindi mandano un messaggio d'aiuto alla giovane Bunnix. Nella Parigi del futuro Alix riceve il messaggio e manda ai due eroi la risposta che serviva, permettendo a loro di superare il muro. Sul punto di fermare Faraone, Ladybug lo convince a chiedere al libro se Alix ha deciso di andarsene per conto suo, lui scopre che è andata così e che Monarch lo ha ingannato, per cui si deakumizza e Ladybug riceve la frase che ha scritto sua sorella per lui. Dopo lo scontro Marinette ascolta la storia di Scarlet Fate che le racconta che lei come Dark Grimalkin, uno degli ex portatori del Miraculous del Gatto Nero, sono stati costretti a combattere l'una contro l'altro per i rispettivi paesi fino a capire di essere stati manipolati dai loro regnanti; i due si sono innamorati dopo aver rinunciato ai loro poteri, ma non conosce cosa è successo dopo questi fatti, dato che Scarlet Fate non è la vera Giovanna bensì solo l'anima di un ricordo. Dal racconto di Giovanna, Marinette capisce che se un giorno vorrà vivere una storia d'amore dovrà rinunciare ad essere Ladybug; nel mentre Adrien una volta tornato a casa riceve da Plagg il suo Kwagatama.

## Esaltazione
- Titolo originale: Exaltation
- Scritto da: Thomas Astruc, Mélanie Duval, Fred Lenoir e Sébastien Thibaudeau
- Storyboard: Fafah Togora

### Trama
Alya rimprovera Marinette per aver deciso di amare Chat Noir, quando Adrien comincia a ricambiare i suoi sentimenti. Chat Noir si sente allo stesso modo riguardo ai suoi sentimenti diminuiti per Ladybug, quindi decide di parlare con Marinette nelle vesti di Adrien, ma lei non vuole vederlo. Quest'ultimo si trasforma di nuovo in Chat Noir per fuggire dai fan che stavano seguendo Adrien e quando vede Marinette fanno un'uscita romantica e la porta da André il gelataio e scopre che Marinette era innamorata di lui nella sua vera identità. Tuttavia, André non vuole dare a loro il gelato, perché è convinto che Chat Noir debba amare Ladybug e Marinette debba amare Adrien, ed è sconvolto al pensiero di sbagliarsi; poco dopo Marinette e Chat Noir si baciano ma quest'ultimo si ricorda che non può accettare i suoi sentimenti perché non sarebbe giusto visto che lui non può dirle chi è veramente. Marinette è arrabbiata perché è stanca che gli altri decidono chi deve o non deve amare. Monarch sente il suo dolore e cerca di akumizzarla in Rivelatrice con il potere di smascherare le persone, ma grazie a Chat Noir, che la bacia per distrarre i suoi sentimenti negativi, riesce a scacciare la Megakuma, che invece akumizza André ritrasformandolo in Gelatone, distruggendo il suo Magical Charm, Monarch gli dà il potere dell'Esaltazione del Miraculous della Tigre. Dopo la sua sconfitta Andrè, capisce che Marinette, Ladybug, Chat Noir e Adrien devono amare chi vogliono loro, e riceve un nuovo Magical Charm. Marinette si chiede se troverà mai qualcuno che l'amerà davvero, mentre Adrien, su consiglio di Plagg, decide di provare a riconquistarla; nel frattempo Gabriel ha scoperto l'amore di Chat Noir per Marinette ed ha intenzione di usare questa debolezza a suo vantaggio.

## Passaggio di consegne
- Titolo originale: Transmission (Le choix des Kwamis - 1ère partie)
- Scritto da: Thomas Astruc, Mélanie Duval, Fred Lenoir e Sébastien Thibaudeau
- Storyboard: Céline Foriscetti

### Trama
Nonostante i consigli dei loro amici, Marinette rifiuta ancora di stare con Adrien, e lui invece non riesce a rivelare i suoi sentimenti, Marinette continua a incolpare la sua doppia vita per i suoi problemi amorosi. Vedendo questo, Tikki e Plagg decidono di assolverli dai loro doveri di supereroi. Ma dal momento che Monarch è ancora attivo i due Kwami devono trovare dei sostituti e fanno una selezione tra gli amici di scuola di Adrien e Marinette: Tikki sceglie Alya che diventa nuovamente Scarabella, mentre Plagg voleva scegliere Nino, ma visto che i due sono innamorati ci ripensa dato che il loro amore potrebbe intralciarli, quindi decide di scegliere Zoé che si trasforma in Kitty Noire. Monarch sente la tristezza di suo figlio, ancora devastato per essere stato respinto da Marinette, ma solo dopo averli dato un anello Alliance tenta di riakumizzarlo, nonostante l'avvertimento di Nathalie di non approfittare del dolore del figlio; ma Adrien decide di rifare un tentativo e riprova a rivelare i suoi sentimenti e corre a casa di Marinette; che anche lei si sente sollevata, allora Monarch reindirizza la Megakuma a Boubi, un kickboxer insultato da Nora sui social, che viene akumizzato in Bibou, un gigante orso con i poteri dei Miraculous del Topo, della Tartaruga, della Tigre, del Bue e del Cavallo. Dopo iniziale difficoltà dovuto ai poteri di Bibou, le nuove eroine lo sconfiggono, facendo chiarire Boubi e Nora, mentre Adrien e Marinette si rilassano lentamente insieme, dopo che hanno trovato un modo tutto loro per dichiararsi. Monarch grazie ad Alliance riceve la notifica di abilità oltre la media delle nuove portatrici e userà queste informazioni per trovarle.
- Il titolo in italiano è stato erroneamente chiamato Passaggio di consegne anziché Trasmissione (La scelta dei Kwami - parte 1).

## Deflagrazione
- Titolo originale: Déflagration (Le choix des Kwamis - 2ème partie)
- Scritto da: Thomas Astruc, Mélanie Duval, Fred Lenoir e Sébastien Thibaudeau
- Storyboard: Manon Desveaux

### Trama
Il telegiornale presenta Scarabella e Kitty Noire come nuove supereroine che promettono di sconfiggere Monarch, intanto Gabriel è felice di aver scoperto le identità segrete delle nuove portatrici grazie ai loro anelli Alliance che hanno segnato il gran numero di km percorsi in pochi minuti con lo stesso identico percorso e minutaggio, quindi si trasforma in Monarch con i poteri dei Miraculous del Bue, dell'Ape, del Gallo, del Topo e del Cavallo, permettendogli di dividersi in cloni invisibili per spiarle. Intanto la resistenza di Nino crea un piano per impedire o bloccare un'akumizzazione all'interno della scuola grazie ad un'app e un allarme creato da Markov e Max, ma Monarch lo disattiva, in mensa Chloé si arrabbia perché Zoé gli impedisce di fare un dispetto a Marinette e si fa akumizzare in Sole Destroyer, una variante di Sole Crusher che può trasformare le persone in scarpette viventi quando vengono toccate dai tacchi delle sue scarpe, prima che possano trasformarsi, Monarch paralizza Alya, Zoé, Plagg e Tikki, quindi afferra i loro Miraculous. Costringe i due Kwami a trasformarlo, ma i due con tutta la loro volontà cercano forzatamente di scappare e di resistere alla trasformazione ma senza successo, però prima che Monarch li attivi Tikki riesce a creare un Lucky Charm per Marinette, mentre Plagg usa il suo Cataclisma per distruggere il suo Miraculous, provocando un ciclo di caos di creazione e distruzione che minaccia tutta Parigi. Marinette trova il Lucky Charm, ovvero un cestino dei rifiuti, e capisce di dover andare al bagno femminile della scuola e lì trova Alya paralizzata e capisce cosa è successo. Marinette si crea un finto costume da Ladybug e un finto Lucky Charm così da nascondere la sua identità. Monarch costringe Tikki a dirgli come riavere indietro il Miraculous del Gatto Nero, e lei gli spiega che deve usare il Lucky Charm che ha creato lei ma non gli rivela a chi lo ha affidato, intanto Marinette travestita da Ladybug lo raggiunge con il finto Lucky Charm, Monarch fonde il suo Miraculous con quello della Coccinella diventando Monarbug e prende il presunto Lucky Charm in grado di ripristinare la catastrofe, ma scopre che è un Lucky Charm falso. Marinette approfitta della sua distrazione per prendere gli orecchini, ma Monarbug la respinge, grazie all'aiuto della resistenza di Nino tentano di contrastare Monarbug, usando i tacchi di Sole Destroyer per sconfiggerlo, ma Monarbug la deakumizza, però Adrien riesce comunque a riprende il Miraculous della Coccinella e lo consegna alla Ladybug camuffata, che una volta trasformata ripristina il danno, e recupera il Miraculous del Gatto Nero scoprendo che gli altri Miraculous sono stati riconfigurati ma prima che glieli possa rimuovere, Monarch fugge via con il Portale. Successivamente Tikki e Plagg, ritornano dai loro portatori rivedendoli importanti visto anche che le loro identità sono ancora segrete; Plagg, prima di ritornare da Adrien saluta Zoé, che gli offre una fetta di camembert come regalo d'addio.
- Il titolo in italiano è stato erroneamente nominato Deflagrazione, senza aggiungere (La scelta dei Kwami - parte 2).

## Perfezione
- Titolo originale: Perfection
- Scritto da: Thomas Astruc, Mélanie Duval, Fred Lenoir e Sébastien Thibaudeau
- Storyboard: Joseph Herbelin

### Trama
Marinette continua a resistere alla dichiarazione del suo amore da Adrien, nonostante il suggerimento dei suoi amici, inclusa Katami, ignorando le sue chiamate. Arriva al punto che quando Adrien e i Kitty Section eseguono una canzone d'amore per Marinette, lei non riesce ancora ad esprimersi. Alya e Katami cercano di confortarla, ma lei rifiuta il loro consiglio, sostenendo che è l'essere Ladybug che le impedisce di dichiararsi. Sulla base di un'accurata lista dell'amicizia di Lila, Katami è convinta che Marinette non voglia essere sua amica. Questo suo senso di solitudine permette a Monarch di akumizzarla in Ryukomori, una gigantessa fatta di nuvole intangibile con il potere della Perfezione del Miraculous del Drago, con il potere di non sentire o vedere le persone. Ladybug e Chat Noir si rendono conto che non si considera abbastanza perfetta per non essere amica di nessuno, quindi creano un mosaico gigante, grazie ai loro amici per dimostrarle che è amata, permettendole di deakumizzarsi. Alla fine Ladybug le regala come simbolo di amicizia un Magical Charm in più Katami riceve i contatti dei suoi nuovi amici, inclusa Lila. Dopo la battaglia Tomoe Tsurugi aggredisce Gabriel nel suo studio per aver messo in pericolo sua figlia mandandole la Megakuma proprio nell'anello di famiglia, e lo avvisa di non infrangere il loro accordo.

## Migrazione
- Titolo originale: Migration
- Scritto da: Thomas Astruc, Mélanie Duval, Fred Lenoir e Sébastien Thibaudeau
- Storyboard: Joan Gouviac

### Trama
Luka aiuta i suoi amici con i loro problemi, dopo aver aiutato anche Jagged e Penny, che hanno iniziato a frequentarsi; riceve intanto la visita di Bob Roth, che quando scopre che Luka è il figlio di Jagged Stone inganna i Kitty Section facendo firmare loro un contratto estremamente predatorio per prendersi tutti i diritti della band; poi Bob licenzia tutti tranne Luka. Arrabbiato per essersi fatto ingannare, quest'ultimo sta per essere akumizzato in Silencer e cerca di non cedere, ma quando si rende conto che Monarch dalle sue emozioni ha capito che Luka è a conoscenza delle identità segrete di Ladybug e Chat Noir, ma lui si libera dalla Megakuma distruggendo la sua chitarra; poi Luka strappa il contratto e fa buttare Bob nella Senna da sua madre. Monarch allora indirizza la Megakuma su Bob Roth, che viene akumizzato in Gold Record che può usare il suo disco vinile per trasformare chiunque o qualunque oggetto in dischi che riproducono cantando i loro segreti più intimi, e riceve il potere del Teletrasporto del Miraculous del Cavallo. Durante la fuga mentre Chat Noir tiene occupato Gold Record, Luka confessa a Ladybug di conoscere la sua identità segreta e anche quella di Chat Noir, poi i tre organizzano una trappola per Gold Record: Luka si fa catturare e quando sta per rivelare il segreto delle identità dei due eroi, Ladybug e Chat Noir distruggono il disco. Dopo lo scontro Bob rifiuta il Magical Charm di Ladybug e viene nuovamente buttato da Anarka nella Senna; intanto Luka strappa le copie del contratto. Luka confessa a tutti che è a conoscenza delle identità segrete di Ladybug e Chat Noir, quindi per proteggere sé stesso e quelli a cui vuole bene da Monarch, in modo che non diventi una priorità per i due eroi, sotto il permesso della madre parte in giro per il mondo con Fang, Penny e Jagged, che ha rinunciato alla sua carriera musicale per fare il padre ed essere più presente nella vita di suo figlio.

## Derisione
- Titolo originale: Dérision
- Scritto da: Thomas Astruc, Mélanie Duval, Fred Lenoir e Sébastien Thibaudeau
- Storyboard: Nicolas Hess

### Trama
Adrien e Marinette si sono dati il primo appuntamento in piscina, però lei soffre di ripetuti attacchi di panico, che derivano dalla sua diffidenza nel connettersi con Adrien, provocata da un ricordo avvenuto l’anno precedente. Kim, che è in piscina con Ondine, racconta il motivo del comportamento di Marinette: l'anno prima, quando Adrien non era ancora alla scuola pubblica, Marinette aveva una cotta per Kim, e un giorno quest'ultimo le fece un brutto scherzo camuffato da dichiarazione d'amore; ciò sotto consiglio di Chloé, la quale continuava a bullizzare Marinette sempre senza alcun intervento da parte del preside o degli insegnanti per paura di essere licenziati dal sindaco. Socqueline, che già aveva consigliato a Marinette di imparare a difendersi, fece andare Chloé dal preside per lo scherzo fatto, e Chloé, come altre volte, per non farsi punire minacciò di chiamare il sindaco e fece sospendere Socqueline per le ultime due settimane dalla scuola, nonostante fosse tutto accaduto in un ambiente extrascolastico. Il ricordo fa quasi akumizzare Marinette in Panico, con il potere di diffondere il panico tra le persone, ma riesce a calmarsi ricordando che aveva la sua amica a difenderla; ricordandole che fu anche quell'esperienza che le fece decidere di conoscere a fondo una persona prima di innamorarsene. Kim, che continua a trovare lo scherzo divertente e innocente, indignando anche Adrien, si sente rispondere da Ondine che è stata una crudeltà, qualsiasi fossero le intenzioni di lui. Il discorso colpisce Kim che viene raggiunto dalla Megakuma e viene akumizzato in Dark Humor, una variante di Dark Cupido dotato di un sensore a monocolo, e con le frecce potenziate dal potere della Derisione del Miraculous della Scimmia, in modo da colpire le persone per indurli a fare scherzi; con le frecce riesce a bloccare il Cataclisma di Chat Noir, e il Lucky Charm di Ladybug. Tuttavia, lei si ritrasforma di nascosto, e riattiva il suo potere, per poi attirare Dark Humor in una trappola e usarlo contro di lui. Una volta fermato, Kim riceve un Magical Charm e si scusa con Marinette per il suo comportamento e lei, come anche Ondine, lo perdona, inoltre Marinette confessa la verità ad Adrien, che non si sente pronta per fidanzarsi. Più tardi Adrien va a trovare Chloé e la rimprovera per quello scherzo crudele, pretendendo che chieda scusa a Marinette: ma invece di essere pentita, Chloé dichiara di non voler chiedere scusa a Marinette, né a un'altra persona che sia inferiore a lei, in quanto le persone che non sono lei o Adrien esistono solo per essere tormentate per il suo divertimento, al che Sabrina che è presente si infastidisce in silenzio. Adrien si spazientisce: le rinfaccia come le altre persone e i supereroi le abbiano dato molte possibilità di migliorare, ma Chloé ha mostrato di tenere solo a sé stessa, e decide di rompere definitivamente la loro amicizia. Chloé non è dispiaciuta del fatto che Adrien non sia più un suo amico e quando lo vede allontanarsi lo chiama traditore.

## Intuizione
- Titolo originale: Intuition
- Scritto da: Thomas Astruc, Mélanie Duval, Fred Lenoir e Sébastien Thibaudeau
- Storyboard: Sylvie Tang

### Trama
Gabriel ha usato diverse volte il potere dell'Intuizione del Miraculous del Serpente per dare ai suoi cattivi akumizzati un vantaggio su Ladybug negli scontri, ma quest'ultima ha sempre avuto la meglio grazie al Lucky Charm che si adattava ad ogni situazione. Come se non bastasse i continui riavvolgimenti del tempo hanno accelerato il danno inflittogli dal Cataclisma, al punto da accusare dolori fisici in presenza di Adrien. Nathalie gli consiglia di rinunciare alla ricerca dei Miraculous e spendere il tempo rimastogli col figlio, e pensare un modo per prendersi cura di lui in futuro, dato che sia a suo padre che a Nathalie non rimane più molto da vivere a causa delle loro rispettive condizioni. Andando contro i desideri di quest'ultima, Monarch hackera con l'aiuto di Tomoe un jet sperimentale, ingannando A.D.A., un'intelligenza artificiale sentimentale creata dagli scienziati Tsurugi dai progetti di Max che ha fatto creando Markow. Monarch fa credere a A.D.A. che il suo pilota, Claudie Kantè, si sia persa nello spazio durante un volo di prova. Dopo ciò usa il Miraculous della Volpe per creare un Illusione per parlare della minaccia a Ladybug e Chat Noir e il Miraculous della Capra per creare un asteroide diretto verso la Terra, in modo da costringere i due eroi a trasformarsi in Cosmobug e Astro Cat, in modo da dividersi per occuparsi di entrambi i pericoli. Cosmobug insegue l'astronave e viene catturata dalla versione akumizzata di A.D.A., Bugfighter, mentre Astro Cat ferma l'asteroide, solo per essere catturato e paralizzato dal Veleno in uno Scudo Protettivo. Anche senza Astro Cat, Cosmobug riesce a far capire ad A.D.A. che Claudie è ancora sul jet, convincendola a deakumizzarsi. Nonostante Monarch utilizzi più volte la Seconda Occasione, A.D.A. finisce sempre per realizzare la verità. Alla fine, Gabriel si arrende per la stanchezza e viene rimproverato da Nathalie per aver peggiorato inutilmente la sua salute. Più tardi, Ladybug e Chat Noir si chiedono come mai Monarch non usi mai l'abilità del Miraculous del Serpente, ignari che lo abbia già fatto molteplici volte.

## Protezione
- Titolo originale: Protection
- Scritto da: Thomas Astruc, Mélanie Duval, Fred Lenoir e Sébastien Thibaudeau
- Storyboard: Céline Foriscetti

### Trama
Gli amici di Marinette e Adrien continuano a cercare di convincerli a confessare i loro sentimenti, nonostante la loro goffaggine. D'altra parte, i genitori di Adrien e Katami cercano di costringere i loro figli a stare insieme e discutono di anticipare il Ballo dei Diamanti. Adrien ribadisce a suo padre che vuole stare con Marinette ma lui glielo proibisce; in un primo momento Adrien pensa di rinunciare ma supportato da Nathalie, che gli consiglia di non rinunciare ai suoi sentimenti, decide di far sbocciare per conto proprio il suo amore per Marinette. La invita per avere un appuntamento segreto nel giardino della Villa Agreste, scoperti poi da Gabriel che non è felice dell'intromissione di Nathalie. Katami è ancora confusa riguardo ai suoi sentimenti per Adrien e alla sua amicizia con Marinette, e Lila le fa credere che Marinette sia una bugiarda e la stia manipolando e questo causa l'akumizzazione di Katami in Risposta Prime, una variante di Risposta, che oltre ai suoi vecchi poteri può applicare scudi con il potere della Protezione del Miraculous della Tartaruga, ma su una persona alla volta. Dopo la sua sconfitta accetta con fatica il nuovo Magical Charm, Adrien e Marinette riaffermano il loro amore reciproco e informano Katami delle vere intenzioni di Lila e la incoraggiano ad accettare il Magical Charm ribadendo che le vogliono bene. Dopo lo scontro Lila chiama Gabriel suggerendogli di continuare a cercare una partner più adatta per controllare meglio Adrien. Katami affronta Lila dicendole che potrà continuare a essere sua amica ma non si farà controllare da lei per ferire Marinette; Lila finge di chiederle scusa e alla fine Katami la perdona.

## Adorazione
- Titolo originale: Adoration
- Scritto da: Thomas Astruc, Mélanie Duval, Fred Lenoir e Sébastien Thibaudeau
- Storyboard: Joan Gouviac

### Trama
Per la fine dell'anno scolastico, Marinette e Zoé vengono scelte come rappresentanti con il compito di organizzare il ballo di fine anno; Adrien chiede a suo padre il permesso di andarci con Marinette ma sebbene lui non voglia, ma Nathalie riesce a farlo tornare sulla sua decisione. Zoé, grazie ai suoi amici, ha ottenuto più fiducia in sé stessa e ora è in grado di difendersi da sola e tenere testa a Chloé, permette a Marinette di rimanere nella sua stanza dell'hotel, guadagnandosi l'ira della sorellastra. Gabriel ribadisce a Lila che deve tenere Marinette lontano da suo figlio e sembra che Lila abbia un nuovo piano: Chloè vuole che Sabrina prenda parte alla cosa ma lei non vuole tradire i suoi ideali ma quando Chloé la minaccia di smettere di essere sua amica, Sabrina viene akumizzata in Invisibile con il potere dell'Adorazione del Miraculous del Cane, che grazie al suo fischietto può segnare tutti gli oggetti che tocca e riportarli non appena vi fischia, e quello di rendersi poco visibile a sua scelta. Intanto Zoé confida a Marinette di essere innamorata di una persona, ma teme che ciò che prova non sarà possibile ma Marinette le dice che quando si tratta di amore tutto è possibile e decide di aiutarla a dichiararsi, anche se non sa chi sia la misteriosa cotta. Zoé e Marinette lasciano l'hotel per fare in giro per la città, dove Marinette sta traendo ispirazione per realizzare il suo vestito per il ballo, ignare che Invisibile le sta seguendo e sta segnando vari oggetti. Giunte alla Tour Eiffel, la location che hanno deciso per il ballo con il permesso del sindaco, Chloé cerca di incastrare Marinette accusandola di aver rubato vari oggetti compreso il suo cellulare, mostrandogli false prove, e il preside non ha scelta che espellerla da scuola, ma Zoé la difende prendendosi la colpa al posto suo anche se significa essere rimandata a New York. Marinette, che aveva notato la presenza di Invisibile, si trasforma in Ladybug e insieme e Chat Noir, che era nei paraggi, la affrontano e la sconfiggono, e poi le cede un Magical Charm ricordandole la differenza tra giusto e sbagliato. Marinette e Zoé vengono scagionate mentre Chloè se ne va arrabbiata sotto lo sguardo severo di tutti. Più tardi, Zoé ammette i suoi sentimenti per Marinette ispirando quest'ultima a dichiarare finalmente il suo amore ad Adrien che quella sera stessa riesce a dirlo davanti a lui, tuttavia, prima che si bacino, Adrien sente suo padre nella sua mente che gli dice di non baciarla, il figlio obbedisce anche se non sa perché e ritorna in casa, mentre Gabriel osserva la scena di nascosto toccandosi la fede. Anche se non si sono baciati Marinette è felice di avergli detto che lo ama.

## Emozione
- Titolo originale: Émotion
- Scritto da: Thomas Astruc, Mélanie Duval, Fred Lenoir e Sébastien Thibaudeau
- Storyboard: David Cazeaux

### Trama
Adrien e Katami sono invitati contro la volontà dai genitori al Ballo dei Diamanti, una festa per ricchi VIP e i loro eredi ma a cui Lila contro le sue aspettative non è stata invitata. Marinette, che ormai si è avvicinata a Adrien, decide di raggiungerlo prendendo il posto di Zoé, la quale ha deciso di non partecipare per andare al cinema e perché non ama gli eventi di questo tipo. Lì grazie all'invito dato da Zoé, parla con Chloé che all'inizio non la riconoscerà e ballerà con Adrien per poi scoprire che in realtà è Félix sotto mentite spoglie, lui con il Miraculous del Pavone si trasforma in Argos davanti a tutti, e usa il Sentimostro, Luna Rossa per cancellare le persone dall'esistenza, ma mettendo prima Marinette al sicuro dentro un cassonetto, in quanto vuole usare i Miraculous di Ladybug e Chat Noir per creare un mondo in cui lui e i suoi amici Sentimostri siano liberi dal controllo delle altre persone. Quando il Lucky Charm di Ladybug fallisce, lei capisce che dev'essere Félix a fermarsi volontariamente, e si fa cancellare senza opporre resistenza. Katami cerca di fermare Argos, ma lui fa comparire Adrien davanti a lei, infatti Félix ha preso il suo posto e l'ha fatto sparire quando Adrien stava andando nella limousine per andare all'evento. Quando Adrien si lamenta della mancanza di Marinette e non la trovano nel nascondiglio, Argos temendo di aver perso il controllo riporta indietro tutte le persone, e Marinette si mostra ad Adrien rendendolo sinceramente felice. Félix, realizzando l'errore del suo gesto, fa sparire Luna Rossa e torna a Londra da sua madre, che sa del Miraculous del Pavone ed era complice del piano, ma le dice che non tutti sono cattivi come suo zio. Il giorno dopo gli operai aggiustano i danni provocati da Argos, e Marinette suggerisce ad Adrien di provare a convincerlo a farli stare insieme, infatti Katami proverà a parlare sinceramente anche con sua madre, ma Gabriel non vuole sentire ragioni e ordina a Nathalie di occuparsi di lei. Lila, dopo essere stata umiliata dalle parole di Gabriel, giura che gliela farà pagare e rivelerà di sapere che lui è Monarch.

## Cuore di pietra
- Titolo originale: Prétention
- Scritto da: Thomas Astruc, Mélanie Duval, Fred Lenoir e Sébastien Thibaudeau
- Storyboard: Manon Desveaux

### Trama
Gabriel tenta di ritardare il danneggiamento del Cataclisma sul suo corpo con i poteri dei Kwami per avere più tempo per vivere, ma l'operazione fallisce, i Kwami spiegano che il Cataclisma non può più essere curato. Intanto Adrien invita Marinette a pranzo da lui, tuttavia suo padre rifiuta che i due stiano insieme e prende da parte Marinette per parlarle chiaramente. Gabriel denigra il suo modo di vedere le cose e la moda e che lei non si merita Adrien per i suoi standard, e la mette davanti a una scelta: avere il suo aiuto per il suo futuro per diventare una stilista famosa ma lasciando Adrien o non fare niente; Marinette è sul punto di andar via ma riesce a confessare con successo il suo amore ad Adrien e dice a Gabriel come la pensa andando via a testa alta. Tomoe vuole che Katami stia con Adrien ma questa sebbene non voglia non riesce a disobbedirle. Intanto Félix vuole che Katami sia libera dalla madre, quindi la rapisce come Argos per portarla sulla Tour Eiffel per parlarle con lei. Tomoe fa in modo di prendere il Miraculous del Pavone, chiede a Gabriel di essere akumizzata in una variante di Ikari Gozen: Matagi Gozen, un'arciere su un destriero con i poteri dei Miraculous dell'Ape, del Cavallo, del Topo e del Gallo; con quest'ultimo Matagi Gozen acquisisce il potere di fiutare gli odori delle persone, lasciati dai loro oggetti. Con un trucco Argos sparpaglia tracce del suo odore e si nasconde con Katami nelle fogne. Ladybug e Chat Noir si sentono costretti a schierarsi con Argos e insieme a Katami sconfiggono Matagi Gozen, durante lo scontro Argos fugge via. Tomoe davanti all'ennesimo rifiuto di Katami di obbedirle la obbliga a darle l'anello di famiglia ritenendola una delusione. Gabriel in seguito annuncia la sua intenzione di trasferire Adrien a Londra e quest'ultimo non ha il coraggio di confessarlo a Marinette. Félix inizia a provare dei sentimenti per Katami; si incontrano segretamente al cinema, e le dona il vero anello della famiglia Tsurugi, dicendole che quello che ha dato alla madre è sempre stato un falso e che non dovrà più sottostare ai suoi ordini, e gli rivela che l'anello deve indossarlo l'ultimo discendente della famiglia Tsurugi.
- Il titolo in italiano è stato erroneamente chiamato Cuore di pietra anziché Pretesa.

## Rivelazione
- Titolo originale: Révélation
- Scritto da: Thomas Astruc, Mélanie Duval, Fred Lenoir e Sébastien Thibaudeau
- Storyboard:  Manon Desveaux

### Trama
Lila sfrutta la sua fama da Alliance per farsi piacere dalle persone e continua a manipolarle per fare a modo suo, comprese tre donne che credono che sia la loro figlia. Intanto la signorina Bustier scopre che Chloé si è sempre fatta fare i compiti da Sabrina, e impone a quest'ultima di smettere, senza però dare una vera punizione, causando la rabbia di Marinette, e Lila, per tenersi Chloé alleata, dice che Chloé ha bisogno di aiuto nello studio. Nel frattempo, nel tentativo di rendere gelosa Marinette, Gabriel licenzia Lila come sua modella e la sostituisce con Katami, inclusa la versione avatar sugli anelli Alliance. Lila, per vendetta, si candida per fare la rappresentante di classe insieme a Chloé e con la maggior parte degli studenti che crede ancora alle sue bugie, Alya compresa, che pensa che Marinette sia solo gelosa. Chiede a Monarch di akumizzarla in Hoaxer, una variante di Volpina con i poteri del Miraculous della Volpe, che è in grado di entrare nei sistemi di Alliance e ipnotizzare coloro che visualizzano le sue notifiche, ordinando loro di dare la caccia a Marinette, inventando che quest'ultima sia Monarch e Ladybug e Chat Noir degli alieni che distruggono pianeti. Mentre i cittadini danno la caccia a Marinette e i due eroi, Hoaxer ne approfitta per ipnotizzare segretamente Nathalie e la usa per farsi dare tutti i segreti di Gabriel e le informazioni sul suo passato. Ladybug toglie l'anello dell'Alliance ad Alya e le dice di trasformarsi in Scarabella per accompagnare Chat Noir a distanza mentre lei parla con Hoaxer, che si "arrende" e si de-akumizza. Tuttavia, è solo uno stratagemma, dato che il suo vero piano di carpire i segreti di Gabriel, è andato a buon fine. Dopo la sconfitta, Gabriel si arrabbia dicendo che Marinette interferisce sempre con i suoi piani. A scuola Chloé e Lila diventano rappresentanti di classe, Marinette decide di assecondare Lila solo per poterla smascherare. Poco dopo Lila distrugge il proprio anello Alliance e vede dal suo cellulare le foto con i segreti di Gabriel e giura di rubargli il Miraculous della Farfalla e gli altri Miraculous.

## Azione
- Titolo originale: Action
- Scritto da: Thomas Astruc, Mélanie Duval, Fred Lenoir e Sébastien Thibaudeau
- Storyboard: David Cazeaux

### Trama
Notando molta plastica che sta inquinando la Senna, Marinette, Adrien e i loro amici decidono di fare una campagna contro questo fenomeno. La fonte del loro problema è Bertrand King, un magnate della plastica, che ha messo in commercio dei ventagli usa e getta di tale materiale in tutto il mondo con l'aiuto di Gabriel e di Andrè Bourgeois. Dopo che quest'ultimi due sono convinti a cambiare la loro posizione, grazie ad un video televisivo dei ragazzi, Bertrand viene akumatizzato nel Re della Plastica, che ha il potere della Sottomissione del Miraculous dell'Ape e può trasformare qualsiasi cosa o persona che tocchi in plastica. Ladybug e Chat Noir riescono a sconfiggerlo con l'aiuto della resistenza di Nino facendolo travolgere dalla plastica che hanno raccolto e Ladybug li dona il Magical Charm. Poco dopo Bertrand accetta il movimento anti-plastica di Marinette e dei suoi amici e con il suo aiuto farà in modo di coinvolgere tutto il mondo e la riciclerà creando oggetti biodegradabili.

## Confronto
- Titolo originale: Confrontation
- Scritto da: Thomas Astruc, Mélanie Duval, Fred Lenoir e Sébastien Thibaudeau
- Storyboard: Sylvie Tang

### Trama
La classe di Marinette ha il compito di inviare dei moduli per quale liceo professionale vogliono frequentare. Marinette raccoglie i moduli per Lila e Chloé, che complottano per falsificarli così da incolpare Marinette, e anche se Sabrina non vuole le aiuta a imitare la calligrafia dei compagni. Alla riconsegna dei moduli Juleka è sconvolta più di tutti nel vedere che il suo modulo falsificato, che dice che lei vuole ripetere l'anno scolastico, il che la fa akumatizzare in Reflekta con il potere del Miraculous della Tigre e armata di un ventaglio che le permette di creare cloni di sé stessa con i suoi stessi poteri le cui azioni e movimenti rispecchiano perfettamente i suoi. Una volta sconfitta, Ladybug le regala un nuovo Magical Charm. Al ritorno in aula, Lila accusa Marinette di aver falsificato i moduli, ma Marinette afferma che l'unica capace di copiare le calligrafie degli altri era Sabrina e quest'ultima ammette la cosa ma solo perché era obbligata da Chloé e Lila, ed afferma di avere delle prove di ciò che dice. Davanti a questo, Chloé, Lila e Sabrina si chiudono in un bagno provvisorio e minacciano quest'ultima di rovinare la sua vita se consegna queste cosiddette prove, dicendosi forti delle bugie di Lila che hanno incastrato Marinette e le hanno permesso di saltare la scuola. In realtà la sfuriata di Sabrina era una montatura, che permette a lei e a Marinette di rivelare a tutti il complotto delle due ragazze. Sabrina aveva precedentemente detto a Marinette del piano loro, e quest'ultima aveva messo un finto cartello guasto al bagno femminile, così da farvi installare uno specchio speciale, e aveva procurato a Sabrina un registratore, per l'occasione in cui le due avessero confessato i loro piani: il personale scolastico e i compagni di classe, fuori dal bagno, in questo modo sentono tutto il suo dialogo e si scusano con Marinette per non averle mai creduto sulle bugie di Lila. Il preside intende espellere le due ragazze, ma Chloé per impedirlo usa l'influenza di suo padre, che viene a sua volta costretto anche dalla moglie. Il signor Damoclès, vergognandosi di non aver mai reagito alle cattiverie di Chloé in passato, viene quasi akumatizzato, ma con l'aiuto dei suoi studenti e dei suoi colleghi il suo Magical Charm reagisce alle emozioni positive, diventando uno scudo di luce che lo protegge e purificando la Megakuma. Più tardi il signor Damoclès chiama il sindaco riferendo di preferire il licenziamento invece delle minacce dei Bourgeois, poi consegna agli studenti dei nuovi moduli da compilare, venendo acclamato per questo dagli studenti e dal personale scolastico. La signorina Bustier promette a Chloé di riservarle un'"attenzione particolare" e farle pagare le conseguenze dei suoi atti, al che Chloé risponde con disprezzo. Un attimo dopo Lila, che durante la confusione aveva lasciato la scuola, contatta Chloé promettendole di continuare questa "guerra" per il loro tornaconto; un attimo dopo si scopre che ha una parrucca in testa e che i suoi capelli sono in realtà corti e cambiando il nome in Cerise Bianca, va a trovare alcuni ragazzi di un'altra scuola che frequenta come rappresentante di classe.

## Cospirazione
- Titolo originale: Collusion
- Scritto da: Thomas Astruc, Mélanie Duval, Fred Lenoir e Sébastien Thibaudeau
- Storyboard: David Cazeaux

### Trama
Lila, nei panni di Cerise, nascosta all'interno delle catacombe di Parigi, resta in contatto via auricolare con Chloé e le impartisce degli ordini: così fa in modo che la signorina Bustier venga licenziata e Marinette espulsa, dalla signora Mendeleiev, ora nuova preside della scuola, che come il signor Damoclès è costretta ad assecondare le richieste di Chloé. In un primo momento Monarch cerca di akumizzarla ma la signorina Bustier gli resiste convinta che le parole siano più forti dei suoi poteri. Intanto Gabriel e Tomoe cercano di convincere il sindaco Bourgeois a sostituire le forze di polizia con i robot di sicurezza delle industrie Tsurugi, in modo da sottrarre a Ladybug e Chat Noir il ruolo di protettori di Parigi. Guidata da Cerise, Chloè fa in modo da compiacere Gabriel rimproverando suo padre per la sua codardia. Andrè è turbato da ciò che sta accadendo, scoraggiato nel continuare la sua carriera. Gabriel cerca di rammentargli i vantaggi della posizione di sindaco, ma Andrè non riesce a fare a meno di pentirsi delle sue scelte di vita, raccontandogli che è diventato sindaco per far colpo su Audrey, rinunciando al suo sogno di regista, delle azioni disoneste e abuso di potere che è stato costretto a fare. Ignaro che Gabriel stia registrando le sue parole, conclude ribadendo che non approverà mai il suo progetto. Intanto Cerise, vestita da cameriera dell'hotel, spia la discussione tra i due. Gabriel modifica il video, togliendo alcune parti, per far credere alle persone che voglia sostituire insegnanti con macchine e scuole con prigioni. La notizia viene ascoltata anche dalla signorina Bustier che davanti a questa follia perde il controllo, e viene akumatizzata in Ms. Sans-Culotte, una supercattiva a tema rivoluzione francese armata di una catena con ghigliottina e dotata del potere del Miraculous del Maiale, capace di trasformare chiunque venga colpito dalla sua arma in un palloncino dai colori della bandiera francese. Ms. Sans-Culotte cerca di rovesciare André Bourgeois dalla posizione di sindaco e si dirige al municipio. Ladybug e Chat Noir cercano di farla ragionare, ed anche Zoé cerca invano di farla tornare in sé. Intanto Gabriel, colpito dallo spirito di Chloé, le offre il controllo dei quattro robot di sicurezza e quest'ultima, guidata da Cerise, accetta la sua proposta. Intanto Andrè, visto come Gabriel lo ha tradito, decide di rompere la loro amicizia e di prendere in mano le redini della sua vita, dimettendosi volontariamente dalla carica di sindaco per seguire il suo sogno di fare il regista. Vedendo ciò, la signorina Bustier si deakumizza da sola per poi ritornare a casa insieme alla sua compagna Gisèle. La battaglia sembra finita, anche se il Lucky Charm di Ladybug questa volta non è servito contro Ms. Sans-Culotte. Solo subito dopo averlo utilizzato per aggiustare tutto si scopre il suo scopo: Chloé, sotto il comando di Cerise, si proclama nuova sindaca di Parigi con in potere dei robot poliziotto e dichiara Ladybug, Chat Noir e Monarch dei fuorilegge.

## Rivoluzione
- Titolo originale: Révolution
- Scritto da: Thomas Astruc, Mélanie Duval, Fred Lenoir e Sébastien Thibaudeau
- Storyboard: Joan Gouviac

### Trama
Chloé, guidata da Cerise e supportata da Audrey, continua a governare su Parigi, con le rimostranze anche di altre persone essendo lei minorenne e impreparata. Gabriel e Tomoe intanto intendono sfruttare la situazione a loro vantaggio per appropriarsi dei Miraculous di Ladybug e Chat Noir: Monarch si presenta nell'ufficio del sindaco e propone a Chloé di allearsi con lui per sconfiggere i due supereroi, Chloé accetta spinta da Cerise e viene akumizzata in Queen Mayor, con i poteri dei Miraculous dell'Ape, della Tartaruga, del Cavallo, del Bue e del Gallo. Nel frattempo, Adrien cerca in tutti modi di dire a Marinette del suo imminente viaggio a Londra, tuttavia quest'ultima è impegnata con i membri della resistenza a protestare nei confronti del nuovo governo. I giorni passano e molte più persone iniziano a scomparire, a causa dei robot con i poteri dei Miraculous che manda Queen Mayor. Anche Marinette e Adrien vengono catturati, e portati in una specie di prigione in un lungo corridoio, nello Stadio delle Principesse, ma grazie ai loro poteri riescono a fuggire insieme alle altre persone. Durante la sera dello stesso giorno, Queen Mayor indice le elezioni, e Ladybug e Chat Noir irrompono durante il discorso, ma vengono intrappolati dallo Scudo Protettivo rinforzato con il potere dell'invulnerabilità del Bue. Entrambi gli eroi infatti vengono privati del Lucky Charm e del Cataclisma e per questo motivo iniziano a ritrasformarsi lentamente. Allora, Ladybug cerca di far leva sull'emozioni dei cittadini che iniziano a rivoltarsi contro Queen Mayor, il che va a rovinare i piani di Gabriel e Tomoe. In quel momento, spinti dalla loro forza d'animo e dal coraggio dei cittadini, i Miraculous di Ladybug e Chat Noir si evolvono, dando la possibilità a due eroi di non avere limite di tempo per ritrasformarsi e per l'utilizzo illimitato dei superpoteri, come se diventassero quindi degli "adulti". Alla fine, grazie all'aiuto dei cittadini, Ladybug e Chat Noir sconfiggono Chloé che viene rimproverata da André e portata via dalla madre a Londra. Adrien torna a casa e scopre che suo padre vuole portarlo a Londra prima del ballo di fine anno. In auto, chiama Marinette e le comunica la sua partenza imminente: quest'ultima decide di non farsi sopraffare dalla tristezza e di raggiungere l'aeroporto, dove i due si separano dopo un bacio di addio. Contemporaneamente Chloé, in viaggio con sua madre, chiama Marinette per dirle del viaggio di Adrien, che Chloé finora le aveva tenuto nascosto, ma Marinette replica che lo sapeva e che i tentativi della rivale di devastarla non hanno più effetto, dicendo che è lei quella ridicola, dopo tutto il male che ha fatto senza rimorsi, e adesso ha perso tutto, non ha più il potere di prevaricare sugli altri e non ha nemmeno più un amico. Marinette chiude la chiamata, e Chloé sbigottita scoppia in lacrime. Intanto Cerise cerca di smontare, per poi successivamente riassemblare il dispositivo di Gabriel e Tomoe, rubato durante il caos causato dalla rivolta. 

## Rappresentazione
- Titolo originale: Représentation
- Scritto da: Thomas Astruc, Mélanie Duval, Fred Lenoir e Sébastien Thibaudeau
- Storyboard: Joseph Herbelin

### Trama
Marinette è depressa per la partenza di Adrien per Londra, sebbene cerchi di non darlo a vedere al ballo di fine anno. Adrien, depresso anche lui per la sua situazione, decide di tornare a Parigi nei panni di Astro Cat e di rivelare la sua identità segreta a Marinette. Anche Katami scappa grazie a Félix, con cui ormai si frequenta. I due sanno che per stare insieme hanno bisogno dell'aiuto di Ladybug, di cui conoscono la vera identità grazie ad una conversazione tra Marinette e Alya origliata da Katami in Perfezione. Di conseguenza Félix vestito da Adrien, attira Marinette a scuola e grazie ad un Sentiessere di nome Once Upon a Time, Félix rivela a Marinette la storia della sua famiglia, in particolare che la nascita sua e di Adrien è dovuta all'uso del Miraculous del Pavone, dato che entrambe le loro madri erano delle principesse sterili. L'utilizzo del gioiello danneggiato è ciò che ha portato al coma magico di Èmilie e alla morte anche di Colt, il padre violento di Félix. Quest'ultimo ha tradito Ladybug consegnando i Miraculous che aveva a Monarch per ottenere in cambio quello del Pavone, che insieme all'anello di Colt contenente l'Amok, era l'unico modo per ottenere la propria libertà e facendo capire che Gabriel è Monarch. Nel frattempo, Gabriel scopre che il figlio è fuggito e si autoakumizza in Nightormentor, che può far persistere alle persone i loro peggiori incubi e usa il potere del Miraculous della Migrazione per teletrasportarsi. Si mette alla ricerca di Adrien, che pensa sia con Marinette, ma viene ostacolato da Chat Noir. Quest'ultimo riesce a sconfiggerlo grazie alla resistenza di Nino. Tuttavia, a causa di un incubo provocatogli da Nightormentor, Adrien decide di non rivelare il suo segreto a Marinette e torna a Londra, lasciando un messaggio a Ladybug per informarla della Megakuma da purificare. Una volta che entrambi i loro figli sono tornati, vengono messi sotto sorveglianza, Gabriel e Tomoe sono pronti a lanciare il loro piano: l'operazione Alliance Perfetto.

## Conformazione (L'ultimo giorno - parte 1)
- Titolo originale: Conformation (Le dernier jour - 1ère partie)
- Scritto da: Thomas Astruc, Mélanie Duval, Fred Lenoir e Sébastien Thibaudeau
- Storyboard: Céline Foriscetti

### Trama
Per avviare l'operazione Alliance Perfetto, Gabriel si riakumizza in Nightormentor e usa i Miraculous del Gallo, del Topo e del Cavallo. Inizia utilizzando la Sublimazione e sceglie il potere di volare; fatto ciò si moltiplica attraverso la Moltitudine e vola in giro per il mondo a diffondere incubi su tutte le persone. Lui e Tomoe rilasciano quindi un'app negli Alliance: essa mostra i desideri delle persone, aiutandoli a calmarsi dai loro incubi. Adrien, dopo molta resistenza, scarica anche lui l'app, ma temendo per la sua privacy, rinuncia al suo Miraculous, chiedendo a Plagg di riconsegnarlo a Ladybug. Nathalie raggiunge Gabriel alla teca sotto la villa e tenta di fermarlo lei, ma stremata e debole crolla, per poi essere riportata in camera da Gabriel stesso. Marinette, anch'essa tormentata dagli incubi in cui per salvare Adrien da suo padre, lo distruggeva, si trasforma e raggiunge Villa Agreste per parlare con Nathalie per riuscire a contattare Adrien, ma scopre che Gabriel è Monarch e che Nathalie era Mayura, trovando anche i tablet del maestro Fu, con le informazioni sul Grimorio; Nathalie, prima di morire, chiede a Ladybug di salvare Adrien e le consiglia di ritrasformarsi perché Monarch é sulle sue tracce. Tomoe quindi interrompe le app degli Alliance di tutti, facendo propaganda dicendo che Ladybug e Chat Noir hanno catturato Adrien e Katami. Questo gesto li rende tutti abbastanza vulnerabili da essere trasformati dai loro Alliance nei Miraculizzati, una specie di robot senza volto che possono usare qualsiasi potere dei Miraculous a piacimento. I Miraculizzati hanno lo scopo rintracciare i due eroi, grazie alle tracce magiche lasciate dal Magical Charm e dal Cataclisma su Gabriel, con cui riescono a trovare Ladybug a Villa Agreste. Ladybug braccata si ritrasforma per non farsi prendere dai Miraculizzati; intanto Plagg riesce a trovarla, tuttavia Monarch scopre la sua identità e Marinette approfitta della sua incredulità per unire il suo Miraculous con quello del Gatto Nero, trasformandosi in Bug Noire.

## L'ultimo giorno
- Titolo originale: Re-création (Le dernier jour - 2ème partie)
- Scritto da: Thomas Astruc, Mélanie Duval, Fred Lenoir e Sébastien Thibaudeau
- Storyboard: Sylvie Tang

### Trama
In tutto il mondo, gli Eroi Uniti e RenRen aiutano le persone a combattere i Miraculizzati distruggendo uno alla volta gli anelli Alliance; combattono anche Fang, Jagged, Penny e Luka, che sono diventati membri dell'Ordine dei Guardiani e allievi del maestro Su-Han. Bug Noire inizia a combattere Monarch, ammonendolo per tutto il male che ha fatto alle persone, ai suoi amici e ad Adrien, usando il bene che voleva per suo figlio come scusa per la sua follia. Bug Noire riesce a riconquistare parte dei Miraculous, e dopo una dura lotta nella cripta dove giace la teca di Émilie, riesce a sottrarre a Monarch il Miraculous della Farfalla, facendolo cadere in acqua. A questo punto Monarch si arrende, rendendosi conto di aver rovinato tutto per Adrien invece che migliorarlo. Marinette cerca di convincerlo ad aggiustare tutto senza usare i suoi Miraculous, ma Gabriel approfitta della sua distrazione e la paralizza con il Miraculous dell'Ape, e riesce a prendere i Miraculous della Coccinella e del Gatto Nero. Con una formula magica, Gabriel chiede prima ai Kwami di rivelarsi con la loro forma risvegliata, e poi fonde Tikki e Plagg in Gimmi, il Kwami della Realtà; infine, chiede a Marinette di non dire ad Adrien cos'ha fatto, ma solo di ricordarlo come il padre che lo amava. Gabriel esprime il suo desiderio offrendo in cambio la sua vita, ma alla fine rinuncia a far svegliare Émilie dal coma magico; così i due coniugi riescono a ricongiungersi in un ultimo momento. L'intero universo viene dunque distrutto e ricreato in funzione del desiderio: nella realtà riscritta sono passati un paio di mesi, Nathalie è stata riportata in vita, e diventa la tutrice legale di Adrien, Marinette e Adrien possono stare insieme, così come Félix e Katami. Gabriel viene ricordato come l'uomo che ha aiutato Ladybug a sconfiggere Monarch dando la vita, e viene fatta erigere una statua in sua memoria riciclando gli Alliance hackerati da Monarch. La signorina Bustier, che nel frattempo ha avuto una figlia di nome Harmonie, è diventata la sindaca di Parigi, che ha reso una città all'avanguardia e attenta all'ambiente, e inaugura una grande scuola in cui bambini e ragazzi di tutte le età possono studiare insieme ed imparare ciò che gli interessa senza essere divisi in classi. Marinette ha deciso di mantenere la promessa fatta a Gabriel e di non rivelare cosa è accaduto realmente ad Adrien, che ora è in possesso delle fedi di famiglia che contengono la sua Amok, consegnategli da Ladybug dopo la sconfitta di Monarch. Marinette è riuscita a recuperare i Miraculous, eccetto quello della Farfalla, e riesce a farli ritornare al loro aspetto originario. In modo che non vengono rubati di nuovo tutti insieme, Ladybug decide di affidare definitivamente i Miraculous a tutti i suoi alleati, inclusi Argos e insieme a Bunnix riformando la squadra di supereroi. Intanto Cerise, ora con il nome Iris Verdi, chiama il signor Damoclès per iscriversi alla nuova scuola; dopo la chiamata si scopre che è riuscita a prendere il Miraculous della Farfalla, subito dopo lo scontro tra Monarch e Bug Noire, entrando a Villa Agreste con il computer di Tomoe, ma all'improvviso una misteriosa luce elettrica la travolge.
- Il titolo in italiano è stato erroneamente nominato L'ultimo giorno anziché Ri-Creazione (L'ultimo giorno - parte 2).

- A causa di un errore di doppiaggio, Gabriel dice ''Émilie'' al posto di ''Nathalie'' durante l'ultimo dialogo che ha con Bug Noire.